# Pyjama Sam : Héros de la nuit
Pyjama Sam : Héros de la nuit (Pajama Sam: No Need to Hide When It's Dark Outside) est un jeu vidéo d'aventure en pointer-et-cliquer développé et édité par Humongous Entertainment, sorti en 1996 sur Windows, Mac et Linux. Le jeu ressort sur Wii sous le titre Pajama Sam: Don't Fear the Dark et sur iOS sous le titre Pajama Sam: No Need to Hide.
C'est le premier jeu de la série Pyjama Sam.

## Accueil
- Adventure Gamers : 4/5[1]
- AllGame : 4/5[2]